# Wasserwerfer

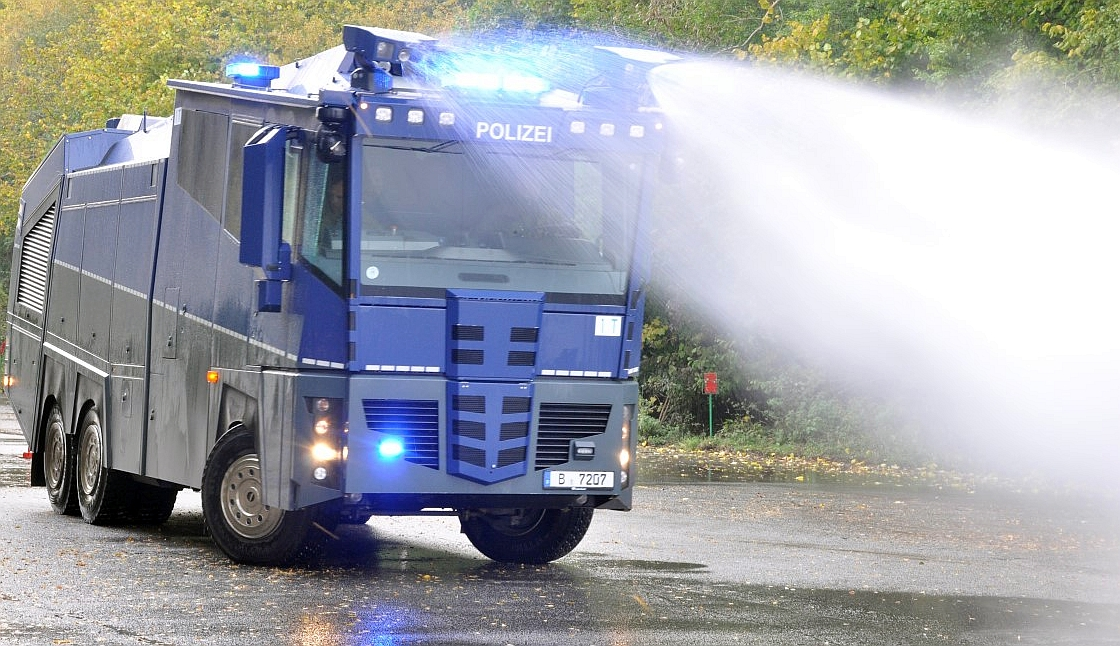
Wasserwerfer 10000 der Berliner Polizei

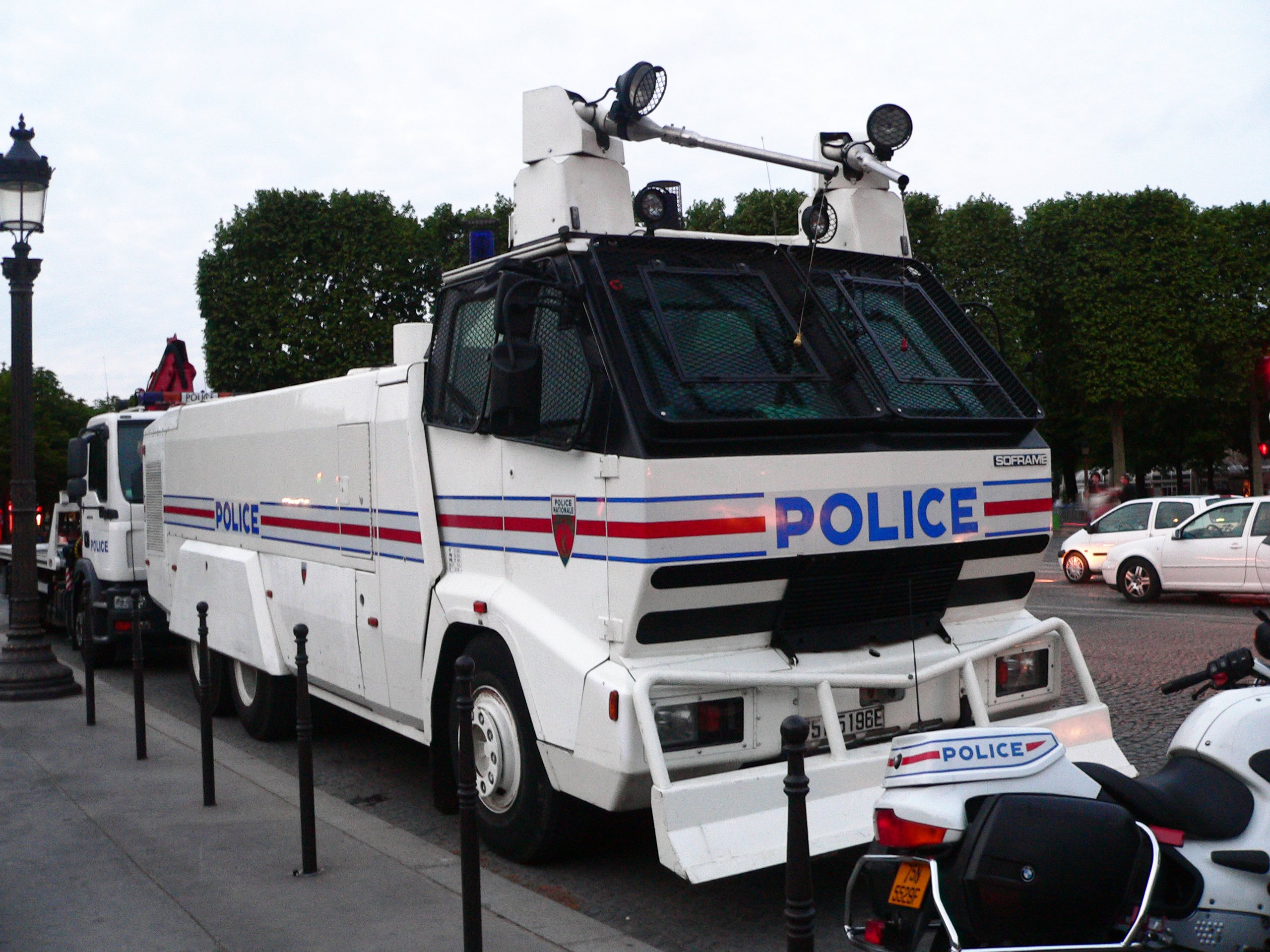
Wasserwerfer der französischen Polizei

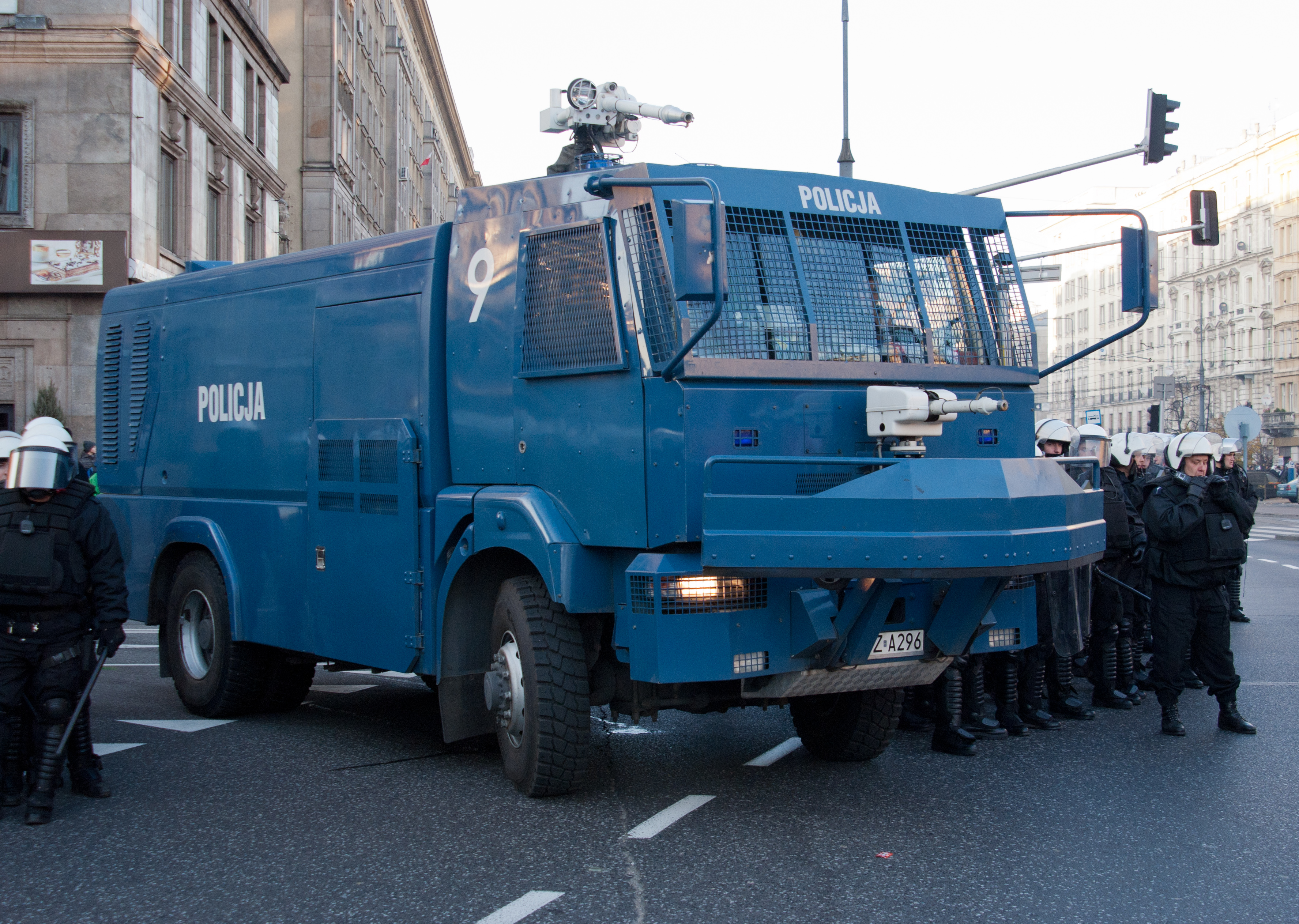
Polnischer Wasserwerfer „Tajfun 1“

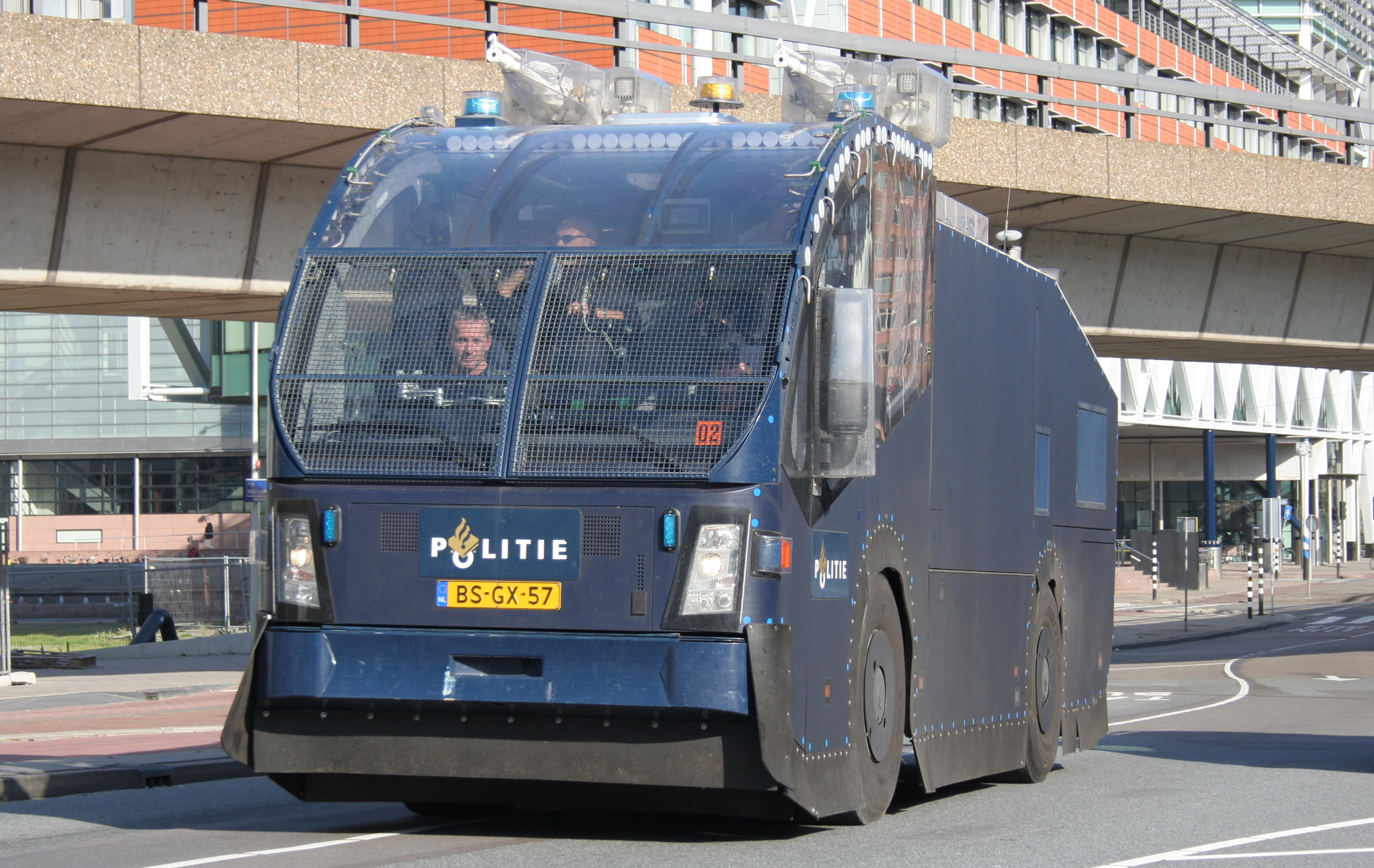
Wasserwerfer der niederländischen Polizei

Wasserwerfer (im Sprachgebrauch der deutschen Polizei „WaWe“ genannt) sind Spezialfahrzeuge mit großen Wassertanks und beweglichen Strahlrohren zum Schießen („Werfen“) des Wassers auch unter hohem Druck (bis 20 bar = 2 MPa). Wasserwerfer sind Fernwaffen, die von Polizeien und Sicherheitsbehörden weltweit eingesetzt werden. In Deutschland sind dies die geschlossenen Verbände der Bundespolizei und die Bereitschaftspolizeien der Bundesländer. Darüber hinaus sind die Feldjäger der Bundeswehr mit Wasserwerfern ausgerüstet, die diese aber nur im Auslandseinsatz im Rahmen der Crowd and Riot Control einsetzen.

## Einsatzprofil
Wasserwerfer werden als Einsatzmittel zur Gefahrenabwehr vor allem bei Demonstrationen und Straßenschlachten eingesetzt, um größere Menschengruppen unter Kontrolle zu halten. Dies geschieht, um im Rahmen des unmittelbaren Zwangs Maßnahmen gewaltsam durchzusetzen. Wann dies geschehen darf, ist in Deutschland durch die Polizeidienstvorschrift PDV 122 eindeutig geregelt. Dies können auch Einsätze sein, deren Einsatzziel nicht mit personellen Mitteln allein oder nicht in der erforderlichen Zeit erbracht werden kann, wie das Räumen von Sitzblockaden. Weiterhin können Wasserwerfer auch in der Brandbekämpfung eingesetzt werden, etwa bei in Brand gesetzten Barrikaden oder aufgrund des meist vorhandenen Allradantriebs und ihrer Geländegängigkeit auch bei Waldbränden. In einigen Staaten verfügen diese Fahrzeuge über Räum- oder Absperrvorrichtungen.

### Einsatzgebiete
- Räumung insbesondere von Straßen, Plätzen und sonstigen Geländeteilen
- Sicherung polizeilicher Absperrungen
- Sicherung und zum Schutz von Gebäuden, Anlagen, Einrichtungen und Ähnlichem
- Brandbekämpfung bei polizeilichen Einsätzen wie Barrikadenbränden sowie zur Unterstützung der Feuerwehr (Die Feuerwehr verfügt jedoch auch selbst über Wasserwerfvorrichtungen)
- Sicherstellung der Trinkwasserversorgung bei Katastrophen

### Einsatzarten
Das Wasser kann als Wasserstoß, Wasserregen oder als Wassersperre abgegeben werden:
- Der Wasserstoß wird gezielt gegen einzelne Personen gerichtet. Bei zu hohem Betriebsdruck kann ein direkter Wasserstoß zu schweren Verletzungen führen, daher gelten Beschränkungen bei der Druckregulierung.
- Beim Wasserregen wird der Strahl indirekt und flächendeckend abgegeben, um größere Personengruppen durch Nässe zurückzudrängen. Bei längerem, ununterbrochenem Einwirken auf die Personengruppen wird durch den Wassernebel der Umgebungsluft Sauerstoff entzogen, so dass bei den Demonstranten (z. B. in Sitzblockaden) Erschöpfungszustände einsetzen und eine eigenständige Aufgabe erzwungen werden soll.
- Mit der Wassersperre sollen bereits geräumte Bereiche gegen erneute Besetzung gesichert oder hinter der Sperre die Möglichkeit für die Formierung von Einsatzkräften geschaffen werden. Bei älteren Wasserwerfern mit einfachen Vollstrahlrohren geschieht dies durch pendelweises, auf den Boden gerichtetes Bewegen der Strahlrohre. Moderne Wasserwerfer, darunter auch der für die deutschen Behörden neue Wasserwerfer 10000 bieten dazu auch die Möglichkeit, durch veränderbare Strahlbilder der Hauptstrahlrohre den Wasserstrahl aufzufächern sowie mit zusätzlichen Seitendüsen einen sogenannten Wasserschild aufzubauen, der als Absperrung wirken soll.

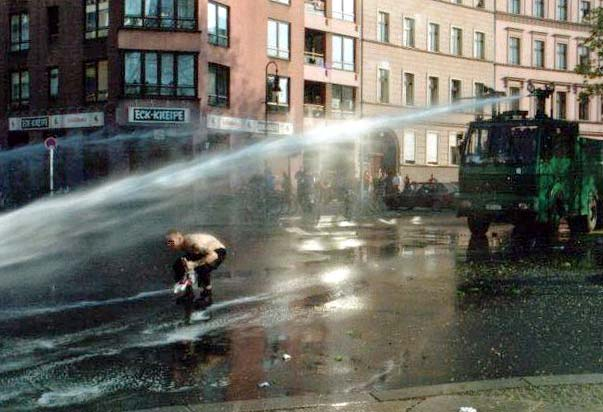
Wasserwerfer am 1. Mai 2001 in Berlin-Kreuzberg
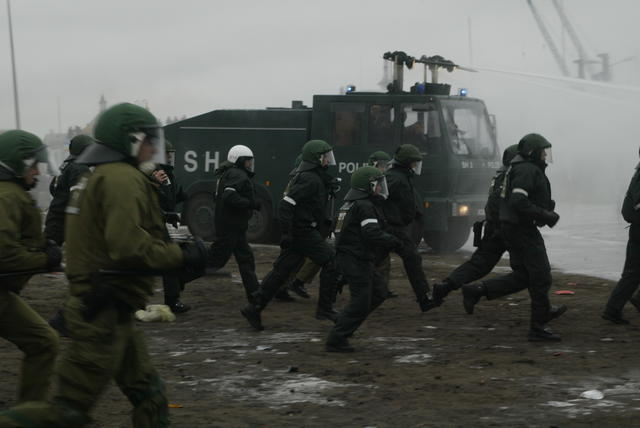
Wasserwerfereinsatz in Rostock bei einer Demonstration gegen den G8-Gipfel in Heiligendamm 2007
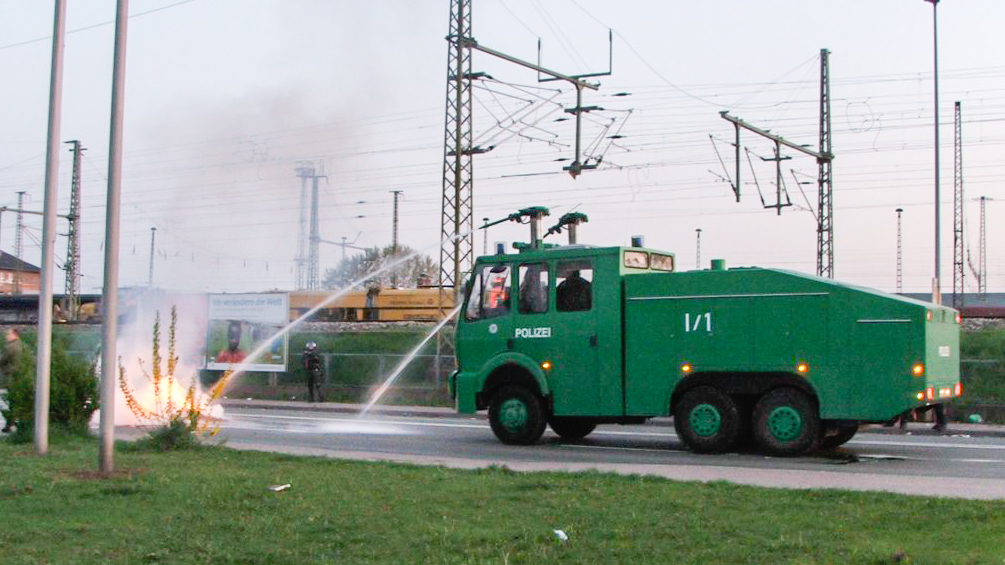
Löschen einer brennenden Barrikade durch einen Wasserwerfer
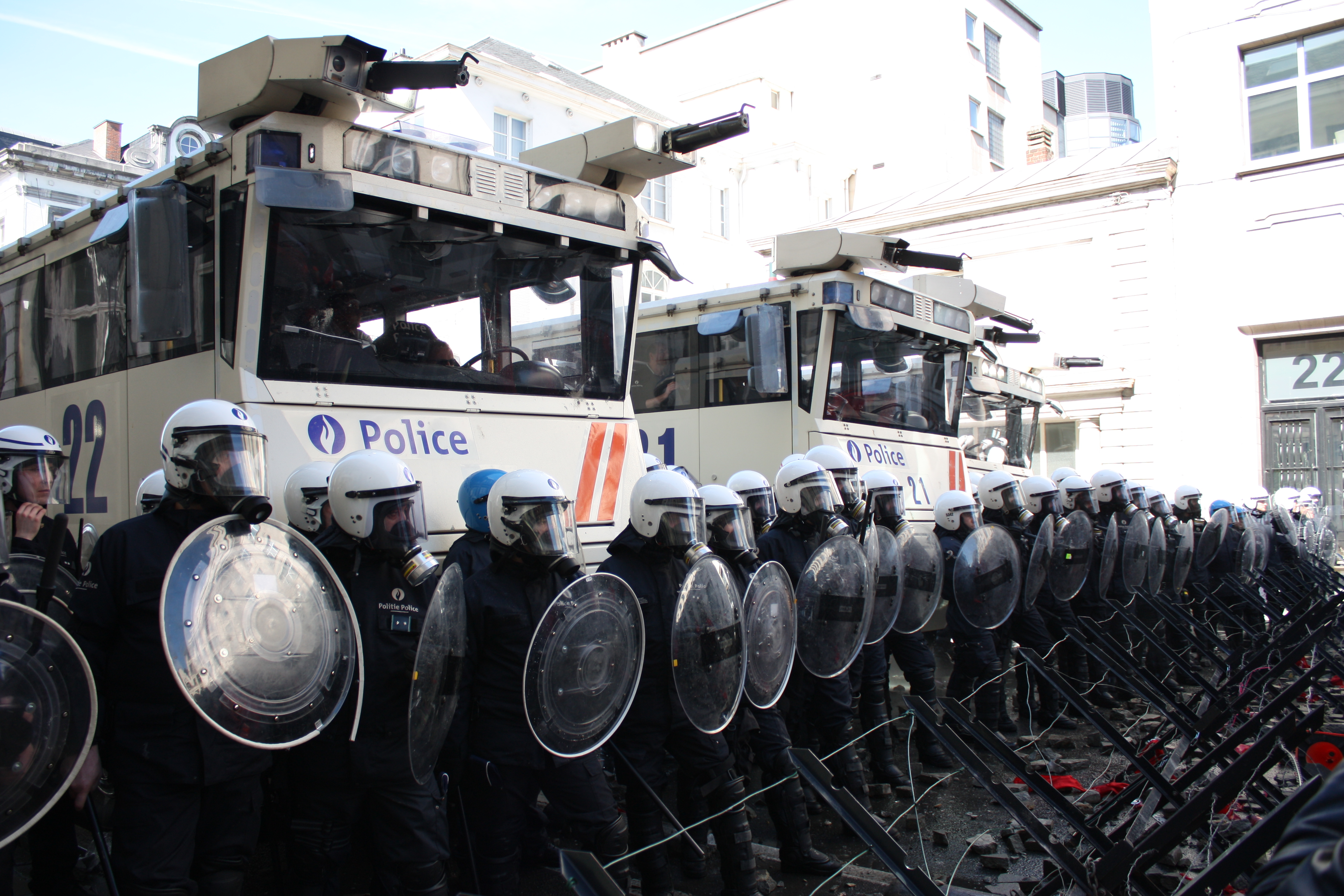
Drei Wasserwerfer der belgischen Polizei anlässlich einer Demonstration in Brüssel im März 2011
- Einsatz eines Wasserwerfers während der Proteste in Hongkong 2019/2020

### Chemische Beimengungen
Dem Wasser können Reizstoffe wie 2-Chlorbenzylidenmalonsäuredinitril (CS) oder ω-Chloracetophenon (CN) in Promillekonzentration zugemischt werden, die als Aerosol niederregnen. Hierzu verfügen die Fahrzeuge über Zusatztanks oder Kanisterhalterungen im Tankaufbau für mehrere Behälter. In vielen Ländern ist die Zumischung von Reizstoffen gesetzlich reglementiert, teils verboten. Teilweise werden in manchen Ländern dem Wasser auch Farbstoffe zugemischt, um Teilnehmern von Demonstrationen durch Einfärben auch nachträglich habhaft werden zu können. Löschmittel wie Schaumzusätze gehören ebenfalls zur Ausstattung vieler Polizei-Wasserwerfer weltweit, da sie sich auch genauso zur Brandbekämpfung eignen. Dementsprechend wird in vielen Fahrzeugen auch eine Grundausstattung an Feuerlöschtechnik mitgeführt.

## Deutschland

### Geschichte
Wasserwerfer wurden für ordnungspolizeiliche Aufgaben bereits in den 1930er Jahren eingesetzt. Bei der Premiere des Films Im Westen nichts Neues wurden Wasserwerfer genutzt, um Demonstrationsverbote durchzusetzen.
1949 gab es in Hamburg den ersten, aus einem Feuerwehrfahrzeug umgebauten Polizei-Wasserwerfer, 1952 folgte dort der erste „richtige“ Wasserwerfer auf Basis eines Magirus S3500. Bis in die 1960er Jahre spielten Wasserwerfer im Polizeialltag sonst praktisch keine Rolle. Der Einsatz von Wasser zum Kontrollieren von mutmaßlich gewalttätigen Gruppen (Gesetzeswortlaut: „Störer“) beschränkte sich auf Wasserschläuche an den ortsfesten Hydranten. Erst beginnend mit der 68er-Bewegung kauften die Landespolizeien in Deutschland, ab 1974 auch der Bundesgrenzschutz, in größeren Stückzahlen den geländegängigen WaWe 4000 (4000 l Wasservorrat), der überwiegend auf dem Mercedes-Kurzhauberfahrgestell LA 1113 mit einem Aufbau von Metz basierte.
Im damaligen West-Berlin, wo der WaWe 64 auch schon Mitte der 1960er Jahre beschafft worden war, entwarf man einen eigenen Typ Wasserwerfer, den WaWe 69 (Mercedes LPS 338) mit sondergeschütztem Hodermann-Aufbau aus 7 mm starkem Panzerstahl.
Mit Vorstellung der neuen Mercedes-Frontlenkerkabine wurde Mitte der 1970er Jahre ein Nachfolgemodell für den WaWe 4000 entwickelt, der WaWe 6000. Dieses Modell kam dann auch in Berlin zum Einsatz; kennzeichnend für die Berliner Wasserwerfer war noch bis zum Nachfolgemodell WaWe 9000 die Aufschrift „Bitte Abstand halten“ am Tankaufbau. Der WaWe 6000 basierte auf einem zweiachsigen Allrad-Fahrgestell des Typs Mercedes 1719. Das Frontlenker-Fahrerhaus der damals aktuellen NG-Reihe mit einer eher feuerwehr-typischen Doppelkabine wurde mit einer aufgesetzten Werferkanzel im hinteren Teil erhöht. Von diesem Typ gab es nur wenige Exemplare; sie waren neben Berlin vorwiegend in Norddeutschland stationiert. Die meisten Polizeibehörden wechselten direkt vom WaWe 4000 auf den WaWe 9000, der 1979 entwickelt und ab Mitte der 1980er Jahre in Serie gefertigt wurde. Der letzte WaWe 4000 schied 1996 bei der sächsischen Bereitschaftspolizei aus dem Dienst. Seit 2011 wird der Wasserwerfer 10000 als aktuelles Modell eingeführt.
Anfang der 2010er Jahre beschafften die Feldjäger der Bundeswehr für die Crowd and Riot Control sechs Geschützte Führungs- und Funktionsfahrzeuge mit Mehrzweckaufbau Wasserwerfer (GFF MZA WW). Das gegen Beschuss bis zum Kaliber 7,62 × 51 mm NATO, 7,62 × 54 mm R oder ähnlichen geschützte Fahrzeug Rheinmetall YAK 6×6 basiert auf dem gepanzerten Mowag Duro IIIP und wird von Rheinmetall Landsysteme geliefert. Der Wasserwerfer hat ein Fassungsvermögen von 1000 Liter und besitzt einen Turm mit einem zweirohrigeren Dual-Intruder mit Impulstechnologie. Mit Druckluft verschießt dieser im Einzelschuss 12 Liter oder im Doppelschuss 24 Liter mit bis zu 300 bar bei einer Kadenz von 10 Schuss pro Minute und Rohr. Die Einsatzweite liegt bei 15 bis 55 Meter.

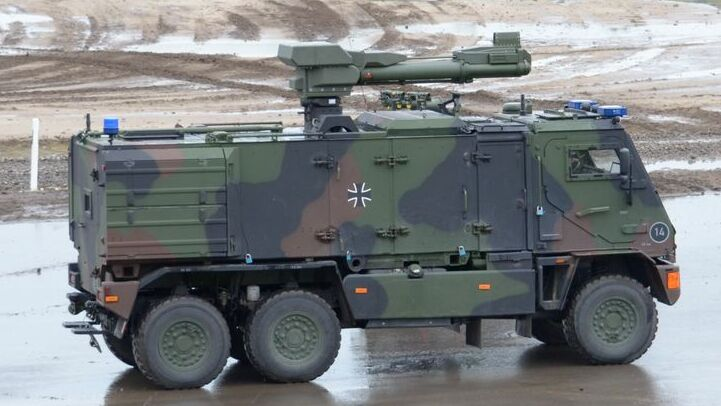
Rheinmetall YAK Wasserwerfer, Informations- und Lehrübung 2012
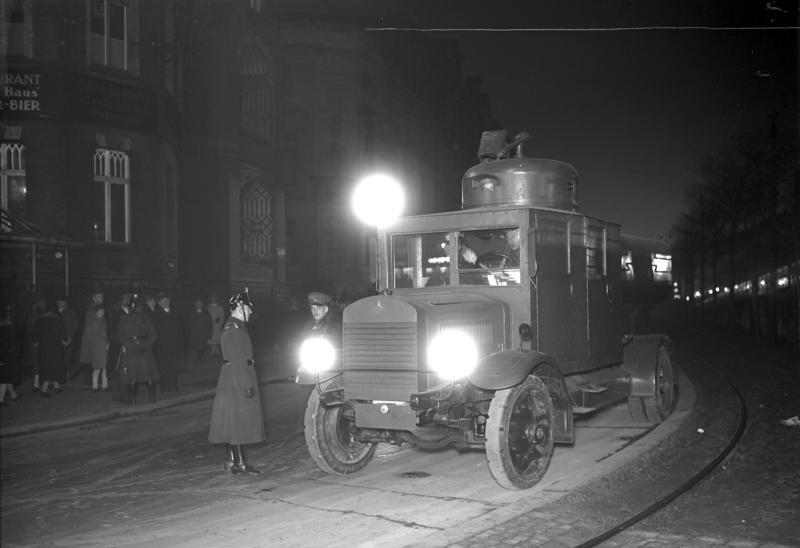
Berliner Wasserwerfer (1930)
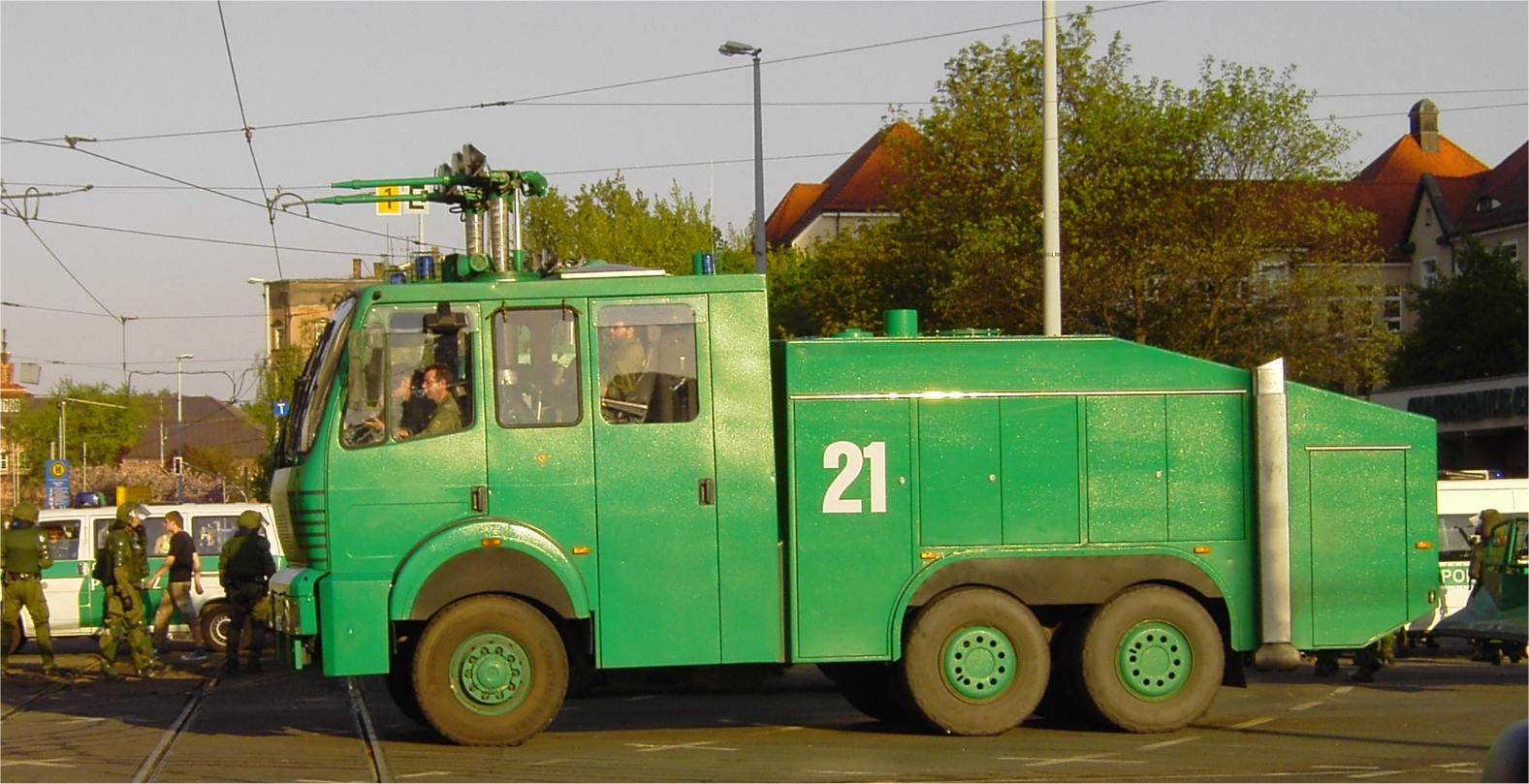
Wasserwerfer 9000 (neuere SK 94-Ausführung) auf einer Demonstration in Leipzig
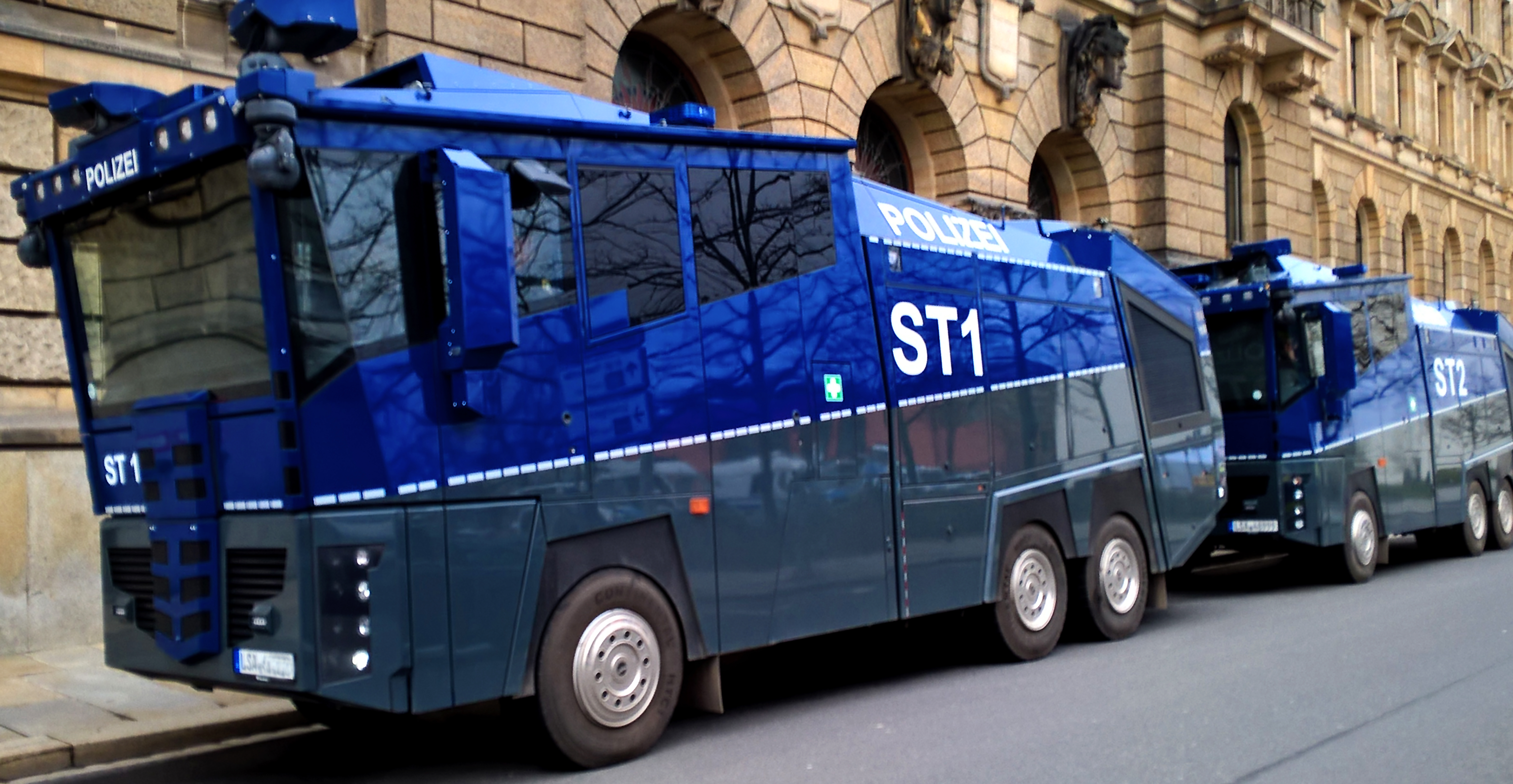
WaWe 10000 in Dresden

### Politische und rechtliche Situation
Der Einsatz von Wasserwerfern ist häufig umstritten und für den Einsatzleiter immer mit der Gefahr von juristischen Folgen verbunden, wobei die Frage nach der Verhältnismäßigkeit des Wasserwerfer-Einsatzes zu klären ist. Das Magazin Stern kritisierte 1984, also etwa zum Zeitpunkt der Einführung der heutigen Wasserwerfer 9000, dass Hochdruckwasserwerfer von ihrer Wirkung her mit einer Geschosswaffe mit Breitflächenwirkung vergleichbar wären, im Gesetzestext jedoch nur als Hilfsmittel definiert sind. Damit liege die Entscheidung über den Einsatz auf den unteren Führungsebenen und sei auch nicht in der Art und Weise berichtspflichtig wie ein möglicher Schusswaffengebrauch. So sei auch die Schwelle eines möglichen Einsatzes eher niedrig anzusiedeln.
Mischen sich gewalttätige Störer unter friedliche Demonstranten, kann der Wasserwerfer nicht mehr verwendet werden, um nur die Störer auf Distanz zu halten, es werden bei einem Einsatz zwangsläufig beide Gruppen getroffen. Die eingangs genannte Polizeidienstvorschrift 122 regelt zumindest, dass der Einsatz von Wasserwerfern – auch zur Information der Einsatzkräfte – mehrmals über Lautsprecher anzukündigen ist, um Unbeteiligten die Möglichkeit zu geben, sich in Sicherheit zu bringen. Die Androhung des Einsatzes geht mit Platzverweisen einher, so dass Personen, die sich nach einem Platzverweis im Wirkungsbereich eines Wasserwerfers aufhalten, dies ordnungswidrig tun und sich dem Risiko polizeilicher Zwangsmittel (u. a. Wassereinsatz) aussetzen.

### Opfer
Der Einsatz von Reizstoff oder gezielte Wasserstöße führten in der Vergangenheit häufiger zu Verletzungen und waren auch Gegenstand von Prozessen. Ein Fall war Mitte der 1980er Jahre Gegenstand von Medienberichten, als der 36-jährige Maschinenschlosser Günter Sare während einer Ausschreitung bei einer NPD-Gegendemonstration in Frankfurt am Main von einem Wasserwerfer überfahren und getötet wurde. Am 30. September 2010 wurde bei Demonstrationen gegen das Projekt Stuttgart 21 der Versammlungsteilnehmer Dietrich Wagner mit Wasserwerfern frontal in die Augen getroffen, so dass er nahezu erblindete.

### Ausrüstung
In Deutschland waren im März 2015 noch insgesamt 61 von ursprünglich 116 Wasserwerfern im Einsatz. Dabei hatten die Bundespolizei insgesamt 15 und die Landesbereitschaftspolizeien 46 Wasserwerfer des Typs WaWe 9000 und des Nachfolgemodells Wasserwerfer 10000 (WaWe 10) schwerpunktmäßig an einigen ihrer Bundes- und Bereitschaftspolizeiabteilungen stationiert. Ältere Modelle (WaWe 4000/6000) sind nicht mehr oder nur zu Brandbekämpfungszwecken im Einsatz und vereinzelt an Freiwillige Feuerwehren abgegeben worden. Die WaWe 9000 basieren ausschließlich auf Mercedes-Benz-Allradfahrgestellen der Mercedes-NG- und später SK-Reihe, der Aufbau erfolgte durch die Firmen Metz (Prototypen) und Ziegler (Serie), die als Aufbauhersteller hauptsächlich Feuerwehrfahrzeuge ausrüsten. Fahrzeuge der ersten Beschaffungsjahre sind inzwischen ausgesondert, dienen als Teilespender oder werden ebenfalls an Freiwillige Feuerwehren abgegeben.

## DDR
In der DDR waren Wasserwerfer des Typs SK-2 (Sonderkraftfahrzeug 2, ein Wasserwerfer auf der Basis des DDR-Lkw G5) und später des Typs Hydromil (ein Wasserwerfer auf der Basis des polnischen Lkw Star 29) im Einsatz. Einsätze des SK-2 erfolgten u. a. beim Bau der Berliner Mauer am Brandenburger Tor 1961.

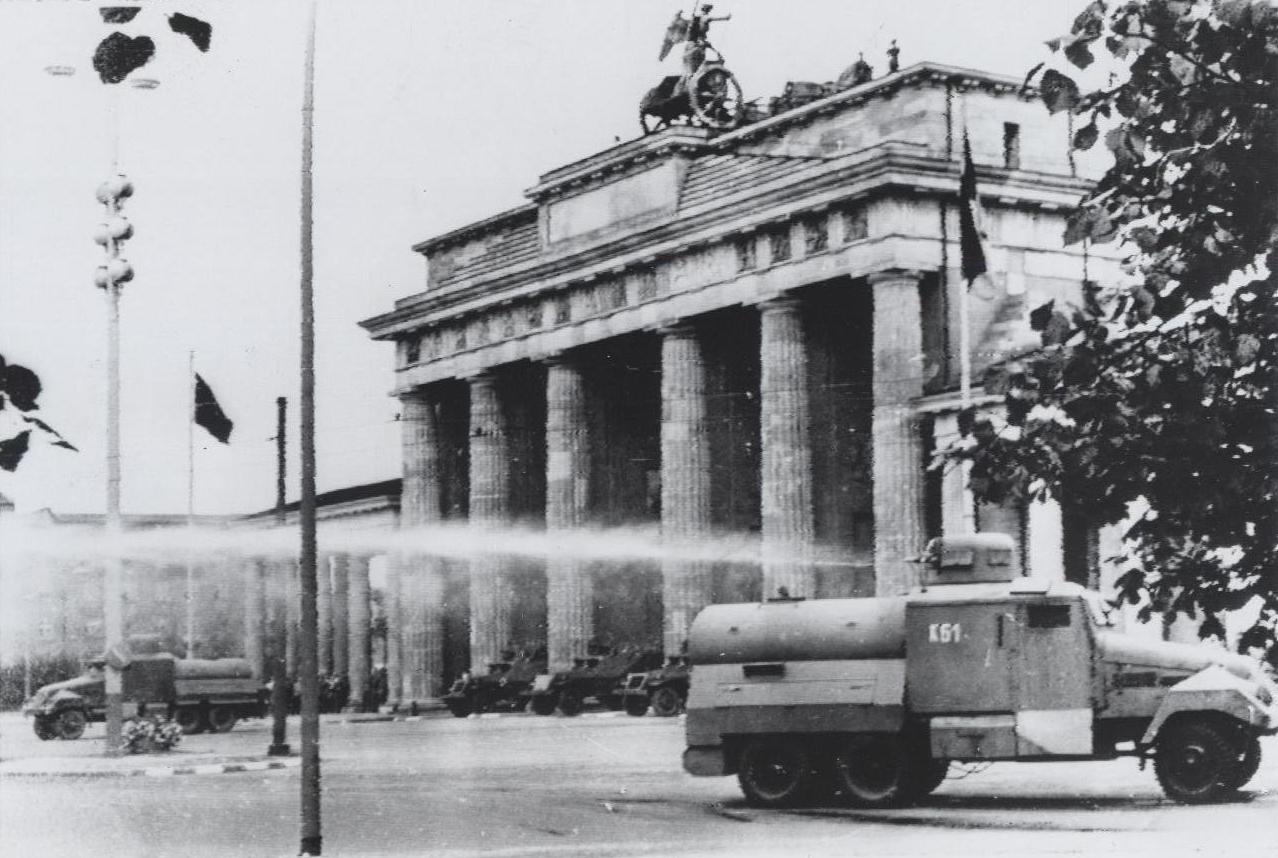
IFA G5 SK-2 Wasserwerfer am Brandenburger Tor
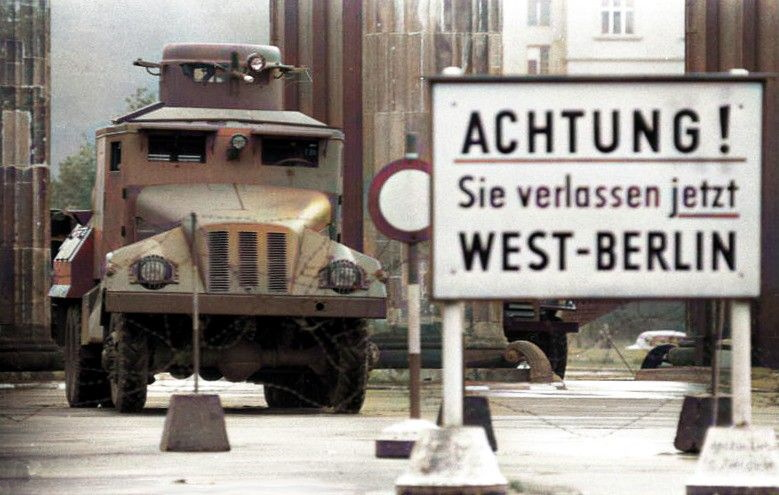
IFA G5 SK-2 Wasserwerfer im Einsatz während des Mauerbaus
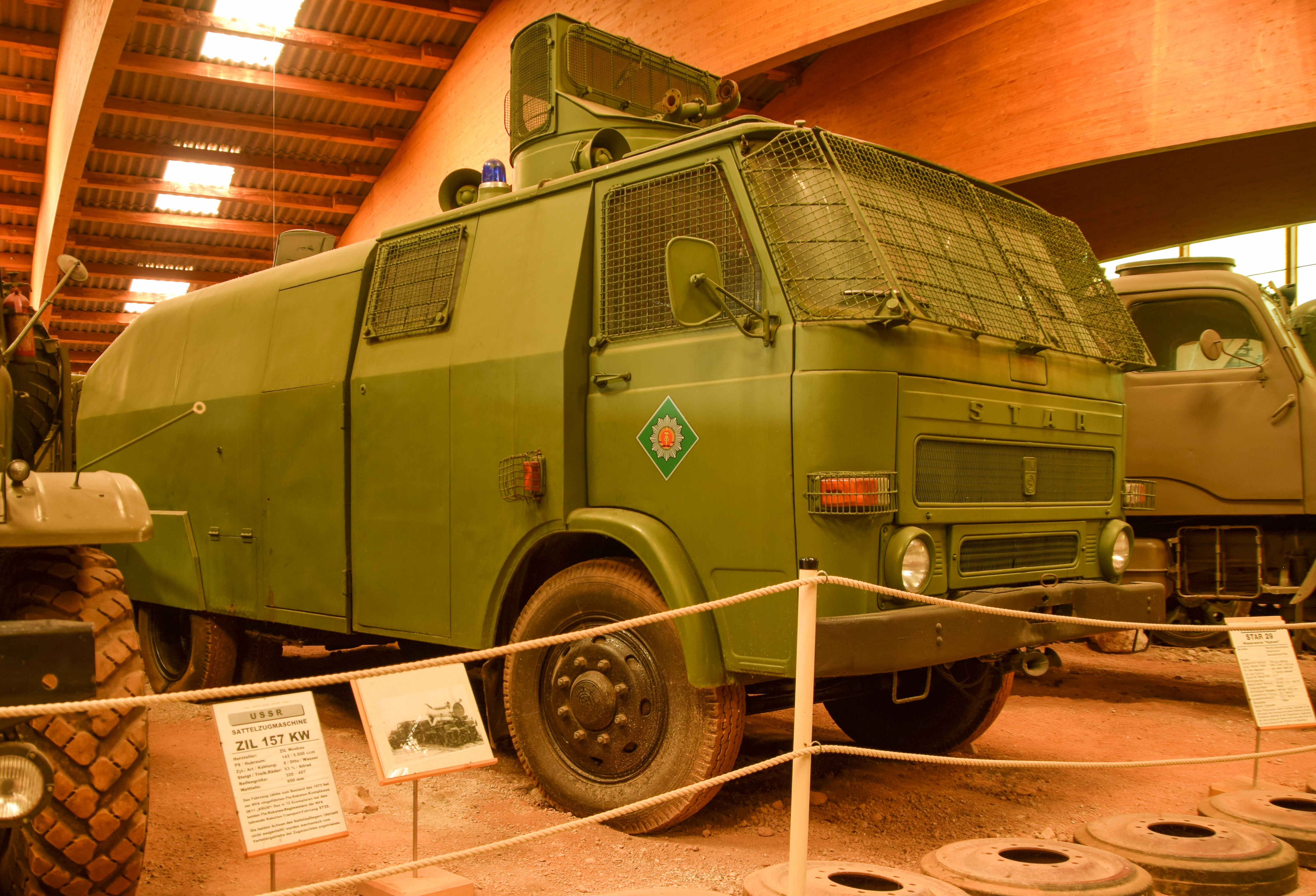
Hydromil-Wasserwerfer

## Österreich

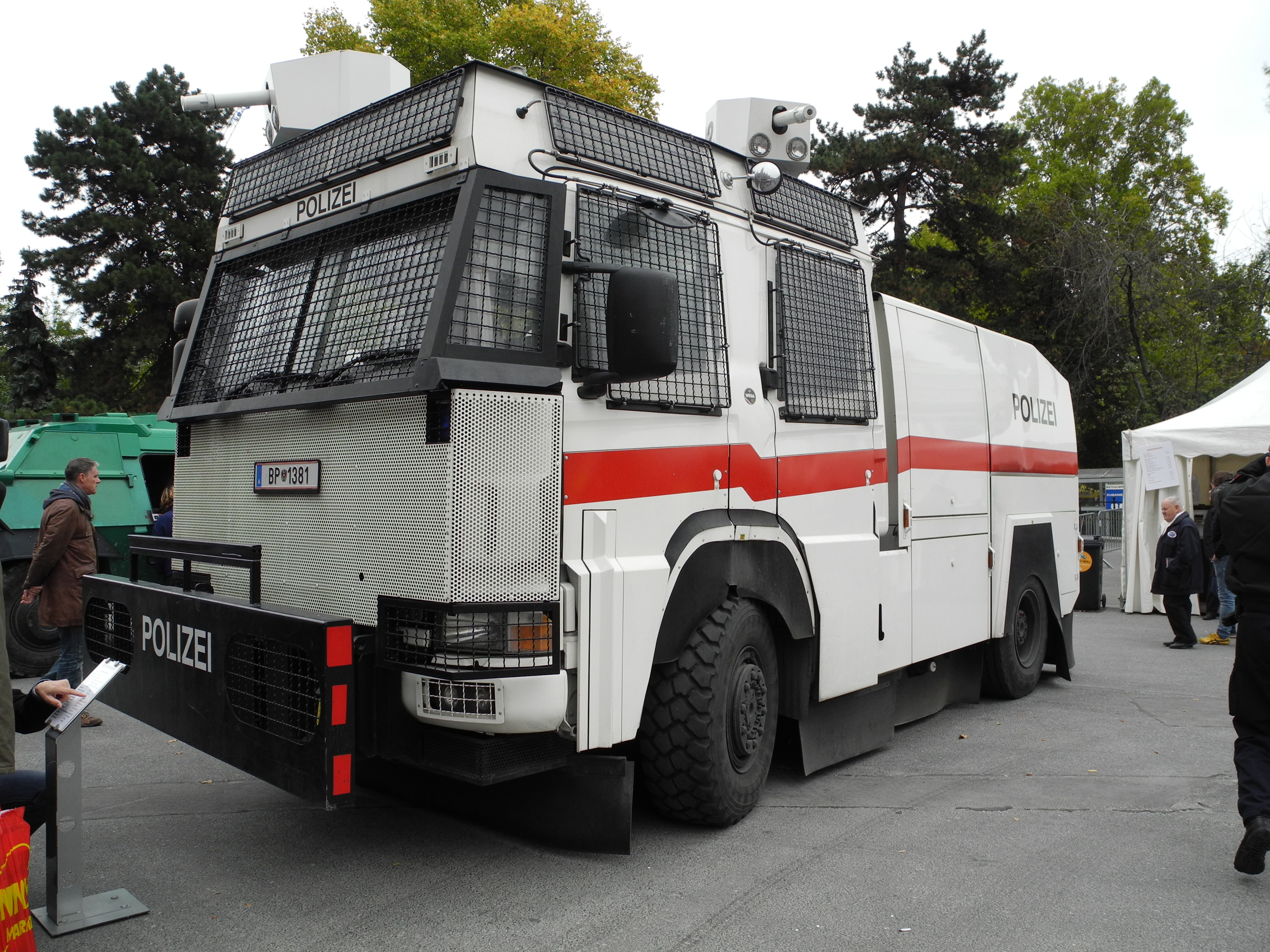
Wasserwerfer „W2“ der österreichischen Bundespolizei vor der Modernisierung

Die österreichische Bundespolizei verwendet für ihre Wasserwerfer zweiachsige Scania-Fahrgestelle des Typs P 114 CB mit höher gesetzter Mannschaftskabine und Aufbauten der Fa. Rosenbauer, die mit einem weitgehend identischen Aufbau auch in Dänemark Verwendung finden, dort allerdings basierend auf einem Mercedes Actros 2041. Die Bedienung erfolgt durch fünf Personen. Der Tank fasst 4.000 Liter, dem angeschlossen ist ein Pumpenmotor von Mercedes-Benz mit 95 kW, mit dem die Wasserabgabe bis 1.200 l/min unabhängig vom Fahrzustand erfolgen kann (sog. „pump- and roll-Betrieb“). Auffällig an diesen sind die zusätzliche Vergitterung der Fenster, der Geräteträger mit Räumschild, die Rundumverkleidung des Fahrzeugbodens und der Radkästen mit Schutzlappen gegen Brandsatzwürfe. Die Anordnung der Werferanlage war ursprünglich diagonal mit einem vorn rechts und hinten links auf dem Dach der Mannschaftskabine angebrachten Strahlrohr. Im Jahr 2020 erhielten die Fahrzeuge im Rahmen einer Modernisierung zwei frontale Dachwerfermonitore des Typs RM12C mit Hohlstrahl- und Videotechnik, wie sie auch beim deutschen WaWe 10.000 verwendet werden. Im Zuge dieser Modernisierung wurden die Fahrzeuge in der unteren Hälfte, ab dem Verlauf des alten roten Seitenstreifens, nunmehr blau lackiert.

## Dänemark
Die dänische Polizei (Politi) verfügt wie die österreichische Bundespolizei seit 2009 über einen Wasserwerfer der Firma Rosenbauer mit 4.000 Litern Tankinhalt. Fahrzeugbasis ist ein Mercedes Actros 2041. Der Aufbau ist weitgehend mit den österreichischen Werfern identisch; zu den diagonal angebrachten Dachwerfern verfügt die dänische Version noch über ein drittes Frontstrahlrohr unterhalb der Frontscheibe. Die dänischen Behörden bezeichnen dieses Fahrzeug mit entsprechender Beschriftung als brand- og rydningskøretøj (Feuer-, bzw. Lösch- und Räumfahrzeug), da hiermit der Einsatz gegen brennende Barrikaden anstelle von Personen in den Fokus gerückt, bzw. suggeriert werden soll.

## Belgien
Die belgische Polizei (Federale Politie) nutzte bis etwa 2010 sondergeschützte Fahrzeuge des Aufbauherstellers MOL. Von diesem Typ MOL MSB 18, im Jargon „Arro“ (frz. f. arroseuse, Sprengwagen) waren seit 1989 18 Fahrzeuge im Einsatz. Neben den originären polizeilichen Aufgaben können diese Fahrzeuge auch zur Notstandsversorgung (Feuer, Überschwemmungen) eingesetzt werden. Die Abmessungen entsprechen etwa dem deutschen WaWe 9000, das zulässige Gesamtgewicht jedoch 28 t, der Wasservorrat beträgt ebenfalls 9000 Liter. Angetrieben werden die Fahrzeuge von einem Caterpillar-Dieselmotor mit 6 Zylindern und 201 kW, die Pumpenleistung der Werferanlage beträgt 900 l/min.
Diese in die Jahre gekommenen Fahrzeuge wurden ab 2010 durch Modelle aus deutscher Fertigung ersetzt (siehe Abbildung). Basisfahrzeug ist ein einzelbereiftes MAN-Fahrgestell, der Aufbau inkl. der Besatzungskabine stammt von der Fa. Ziegler. Diese Fahrzeuge mit der Bezeichnung „PSV 9000“ (PSV für public safety vehicle und 9.000 Litern Tankinhalt) werden zunehmend auch in der Schweiz eingesetzt. Dort basieren sie auf Actros-Fahrgestellen von Mercedes-Benz.

## Schweiz

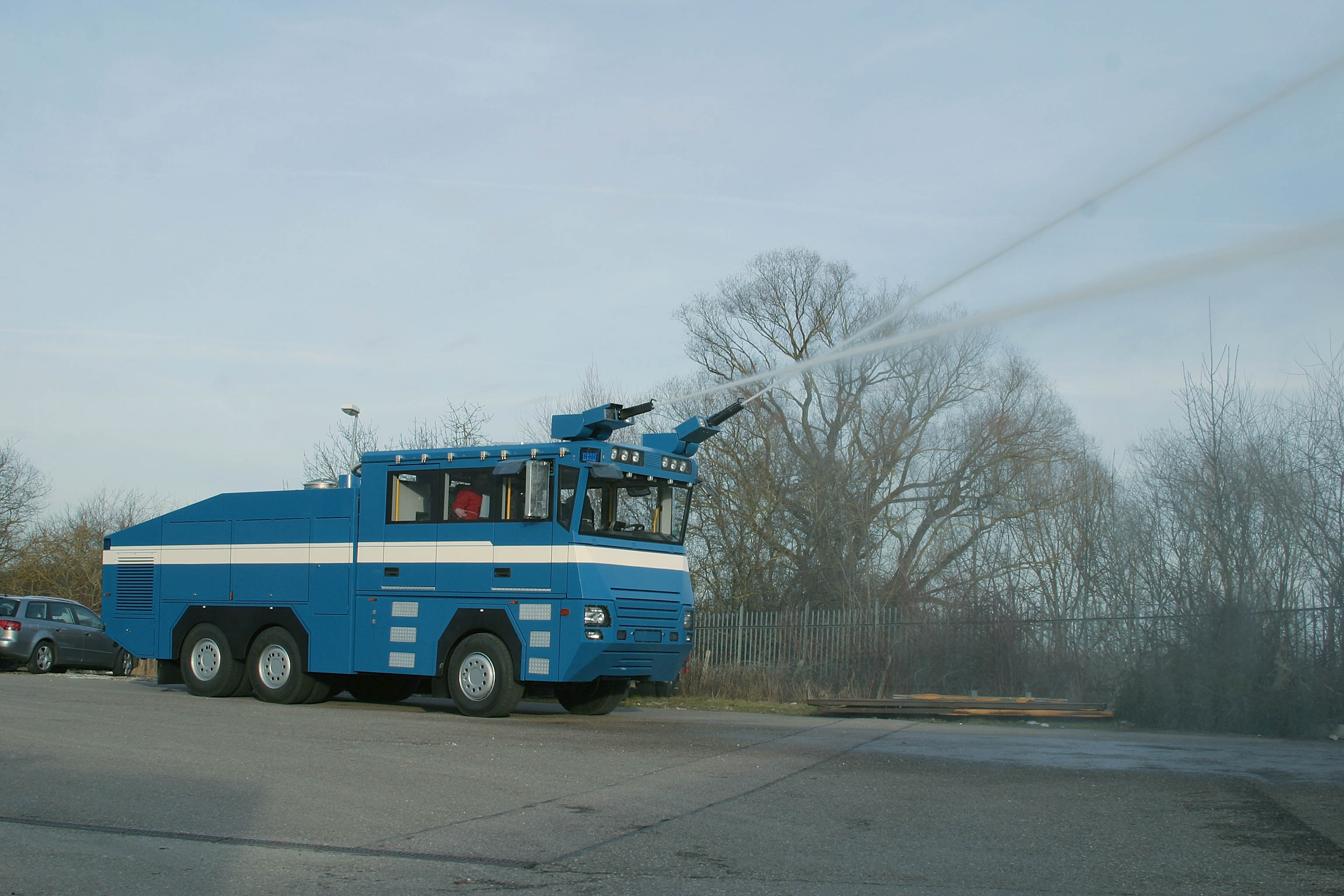
Ziegler PSV (Wasserwerfer) der Stadt Zürich

In der Schweiz sind verschiedene, auch mit den deutschen WaWe 9000 baugleiche Modelle im Einsatz, neuerdings basieren diese auch auf Actros-Fahrgestellen. Auch das in Belgien verwendete neue Modell PSV 9000 der Fa. Ziegler wird dort eingesetzt, dort allerdings mit einer Actros-Basis.

## Polen
In Polen werden hauptsächlich Wasserwerfer des Feuerwehr-Aufbauherstellers ISS Wawrzaszek unter der Bezeichnung Tajfun (I-III) eingesetzt. Diese basieren je nach Typ auf zwei- oder dreiachsigen Scania- oder Renault-Kerax-Fahrgestellen und verfügen je nach Typ über einen Wassertank zwischen 5000 und 9000 Litern. Die beiden Werfermonitore sind mittig übereinander eingeordnet, wobei der obere auf dem Fahrzeugdach und der untere am Fahrzeugbug unterhalb der Frontscheibe angebracht ist. Diese Fahrzeuge verfügen außerdem über Räumschilde, seitlich ausfahrbare Absperr- bzw. Schutzschilde sowie seitliche Abwehrbrausen. Bedient werden die Fahrzeuge von einem Fahrer und zwei ebenfalls vorn sitzenden Werfern. Sie ersetzen die alten Fahrzeuge des Typs Hydromil II, die auf Fahrgestellen von Jelcz basierten.

## Niederlande
Die Niederländische Bereitschaftspolizei (mobiele eenheid) unterhält an drei Standorten derzeit sechs der abgebildeten Wasserwerfer des niederländischen Aufbauherstellers Terberg. Aufgebaut sind die Fahrzeuge auf Volvo-Fahrgestellen, ihr Wasservorrat beträgt 8.000 Liter. Aufgrund eines technischen Problems sind sämtliche dieser Fahrzeuge seit Sommer 2022 abgestellt. Bei Bedarf greift die niederländische Polizei derzeit auf Wasserwerfer aus Belgien und Deutschland zurück, welche mit einem niederländischen Kommandeur und Bedienern der jeweiligen Herkunftsländer besetzt sind.

## Türkei
Wasserwerfer wurden in der Türkei unter dem Begriff TOMA (tr: Toplumsal Olaylara Müdahale Aracı, Fahrzeug zur Intervention bei gesellschaftlichen (sozialen) Ereignissen) vor allem bei den Protesten in der Türkei 2013 bekannt. Sie werden von dem in Izmir ansässigen Unternehmen Katmerciler AG, der Firma Nurol in Ankara und Otokar, einer Tochtergesellschaft von Koç Holding hergestellt.
Im Juni 2013 bestellte der Premierminister Recep Tayyip Erdoğan 30 TOMA bei Katmerci und das Unternehmen hoffte auf Exporte von Brasilien bis nach Libyen. Die Firma Nurol gibt an, dass ihre TOMA von der türkischen Polizei und der Gendarmerie in der Türkei genutzt werden und in Aserbaidschan, Libyen, Simbabwe, Georgien und Kasachstan aktiv eingesetzt werden. Mit einem Stückpreis von 171.000 Dollar liegt das Unternehmen Katmerci weit unter den Kosten für den von Rosenbauer für die deutsche Polizei hergestellten "Water Cannon 10000", der im November 2009 bei 1,33 Millionen Dollar lag.
Nach einem Bericht von Amnesty International vom 2. Oktober 2013 hat der Einsatz der Wasserwerfer in der Türkei sowohl durch Wasser unter Hochdruck als auch durch Beimischung von Chemikalien zu Verletzungen geführt. Der ehemalige Innenminister Muammer Güler bestätigte auf eine parlamentarische Anfrage, dass im Bedarfsfall dem Wasser Oleoresin capsicum – ein im Pfefferspray enthaltenes Wirkstoffgemisch – beigefügt werde.

## Vereinigtes Königreich
In England und Wales ist der Einsatz von Wasserwerfern durch die Polizei unzulässig, in Nordirland hingegen kamen sie zum Einsatz.